# The Pros and Cons of Hitch Hiking
The Pros and Cons of Hitch Hiking (Los pros y contras de hacer autoestop) es un álbum conceptual escrito por el músico inglés Roger Waters. Algunos músicos notables que asistieron a Waters durante la grabación del álbum fueron el director Michael Kamen, el actor Jack Palance, el saxofonista David Sanborn y el guitarrista Eric Clapton. El álbum fue certificado como Disco de Oro por la RIAA en abril de 1995.

## Concepto
El concepto, según lo previsto por Waters en 1977, giraba en torno a los pensamientos dispersos de un hombre durante un viaje por carretera a través de algún lugar de Europa Central. Se centra en su crisis de mediana edad, y en cómo sueña con cometer adulterio con una autoestopista que recoge durante el viaje. En el camino se enfrenta también a otros miedos y paranoias. Todo se desarrolla en tiempo real entre las 4:30:18 AM y las 5:12 AM de un día sin concretar.
En julio de 1977, Waters les presentó a sus compañeros de Pink Floyd algunas demos musicales que había grabado. Se trataba de dos proyectos: Bricks in the Wall y The Pros and Cons... Después de un largo debate, decidieron que preferían el concepto de Bricks in the Wall, a pesar de que su mánager en ese momento, Steve O'Rourke, pensara que The Pros and Cons... era mejor.

"Bueno, la idea para el álbum llegó al mismo tiempo que la idea de The Wall —la base de la idea. Escribí las dos piezas más o menos al mismo tiempo. Y, de hecho, hice maquetas de los dos, les presenté las maquetas al resto de los Floyd y les dije: "Mirad, voy a hacer uno de estos como un proyecto en solitario y haremos el otro como un álbum de la banda, podéis elegir." Así que este era el que sobraba. Um ... Quiero decir, se ha desarrollado mucho desde entonces, me parece.
Roger Waters

Con el título definitivo de The Wall, Bricks in the Wall se convirtió en el próximo álbum de Pink Floyd en 1979, y Waters dejó de lado The Pros and Cons... A principios de 1983, a raíz de su separación de la banda, Waters emprendió sus proyectos personales. El álbum fue grabado en tres estudios diferentes entre febrero y diciembre de 1983 en Londres, el Olympic Studios, Eel Pie Studios y en el estudio de Waters Billiard Room, donde grabó las primeras demos. Varias personas aparecieron en el álbum, incluyendo el director de orquesta Michael Kamen, el actor Jack Palance, el saxofonista David Sanborn y el guitarrista de rock y blues Eric Clapton.

## Publicación y arte de tapa
A medida que el álbum original fue lanzado en enero de 1984 en los tradicionales de LP de vinilo y casetes de dos caras, de acuerdo con el concepto de Waters hay unos pocos segundos que faltan entre los lados de uno y dos, lo que permite al oyente a mover de un tirón el disco (o gire el casete), manteniendo así la segunda mitad a partir de las 4:50 AM exactamente como estaba previsto. Cuando el álbum fue lanzado en CD unos años más tarde sin embargo, esta breve pausa se perdió debido a la reproducción continua, tirar el tiempo atrás de varios segundos. Además, los tiempos de "4:37 AM (los árabes con cuchillos y cielos de Alemania Occidental)" y "4:47 AM (Los restos de nuestro amor)" en el primer lado son incorrectas: las canciones empiezan varios segundos antes de lo indicado, a medida que empiezan en los segundos de "4:36 AM" y "4:46 AM", respectivamente.
En cuanto al diseño del álbum en sí, Gerald Scarfe, quien había creado la portada del álbum y la parte de la animación para el álbum The Wall, creó todos los gráficos y animación para The Pros and Cons. Su cubierta provocó controversia por mostrar una fotografía donde se veía a una mujer desnuda de espaldas, quien se trataba de la modelo y actriz de pornografía softcore Linzi Drew. Fue condenada por algunos grupos feministas y fue considerado sexista. Algunos afirman que incluso promocionan la violación. Muchos carteles que anunciaban el álbum en todo el mundo fueron arrancados y destruidos por los manifestantes. A pesar de que fue lanzado originalmente con la desnudez intacta, posteriores ediciones, distribuidas por Columbia Records, mostraban censuradas las nalgas de Drew con una caja de color negro, aunque bajo la luz correcta sus nalgas todavía son visibles, y es esta versión censurada que sigue siendo la única versión disponible en regiones como los Estados Unidos y Japón, donde se distribuye el registro únicamente por Columbia.

"Roger es una clase muy diferente de persona [diferente que Eric Clapton o David Gilmour, descritos como tolerantes]. Tengo un tremendo respeto por él. Es un hombre muy inteligente, pero es muy serio. Cuando Eric y yo viajamos con él, quería todo exactamente igual que la grabación, lo que, por desgracia, en cierta manera le quitó la diversión al espectáculo. "
Tim Renwick, guitarrista

Al final, debido a los preparativos masivos, creado y gastos de los espectáculos, Waters perdió casi un millón de dólares al final de la gira.

## Posible película
Una película basada en el concepto fue propuesto, y en 1987 un comunicado de prensa con motivo del lanzamiento del álbum Radio K.A.O.S. aseguraba que una adaptación de la película se había terminado, aunque no se sabe nada de él desde entonces. El guion fue escrito por Pete Ward, que ya utilizó extractos de canciones de Waters (de 1967-1987) como telón de fondo a su galardonada obra de teatro "El triunfo de ayer" que explora la relación de 20 años de dos amigos - uno que los intentos de la enfermedad mental falso para estar con el otro que es un "esquizofrénico catastrófico" institucionalizada. Ward fue el encargado de ampliar la trama y los personajes de Los Pros y Contras alrededor de 42 minutos secuencia del sueño del álbum en tiempo real basado en los sueños propios Waters.

## Lista de canciones

### Lado 1
Todas las canciones escritas y compuestas por Roger Waters. 
| N.º   | Título                                              | Duración |  |
| 1.    | «4:30 AM (Apparently They Were Travelling Abroad)»  | 3:12     |  |
| 2.    | «4:33 AM (Running Shoes)»                           | 4:08     |  |
| 3.    | «4:37 AM (Arabs with Knives and West German Skies)» | 2:17     |  |
| 4.    | «4:39 AM (For the First Time Today, Part 2)»        | 2:02     |  |
| 5.    | «4:41 AM (Sexual Revolution)»                       | 4:49     |  |
| 6.    | «4:47 AM (The Remains of Our Love)»                 | 3:09     |  |
| 19:34 |                                                     |          |  |

### Lado 2
| N.º   | Título                                                 | Duración |  |
| 1.    | «4:50 AM (Go Fishing)»                                 | 6:59     |  |
| 2.    | «4:56 AM (For the First Time Today, Part 1)»           | 1:38     |  |
| 3.    | «4:58 AM (Dunroamin, Duncarin, Dunlivin)»              | 3:03     |  |
| 4.    | «5:01 AM (The Pros and Cons of Hitch Hiking, Part 10)» | 4:36     |  |
| 5.    | «5:06 AM (Every Stranger's Eyes)»                      | 4:48     |  |
| 6.    | «5:11 AM (The Moment of Clarity)»                      | 1:28     |  |
| 22:35 |                                                        |          |  |

## Posiciones en los rankings
| Año  | Tabla                              | Posición |
| ---- | ---------------------------------- | -------- |
| 1984 | The Billboard 200                  | 31       |
| 1984 | Cuadros de álbumes del Reino Unido | 13       |
| 1984 | Cuadros de Nueva Zelanda           | 14       |
| 1984 | Cuadros de Suiza                   | 12       |
| 1984 | Cuadros de Suecia                  | 3        |
| 1984 | Cuadros de Noruega                 | 4        |

## Personal
- Roger Waters - bajo eléctrico, guitarra rítmica, efectos de cinta, voz principal
- Eric Clapton - guitarra líder, segundas voces, sintetizador de guitarra Roland
- Ray Cooper - percusión
- Andy Newmark - batería y percusión
- David Sanborn - saxofón
- Michael Kamen - piano
- Andy Bown - órgano hammond, guitarra de 12 cuerdas
- Madeline Bell, Katie Kissoon, Doreen Chanter - segundas voces
- The National Philharmonic Orchestra, dirigida y arreglada por Michael Kamen

## Producción
- Producido por Roger Waters y Michael Kamen
- Grabado e ingenierizado por Andy Jackson
- Asistente de ingeniería: Laura Boisan
- Masterizado por Doug Sax y Mike Reese